# Alliantie van Vrije Democraten

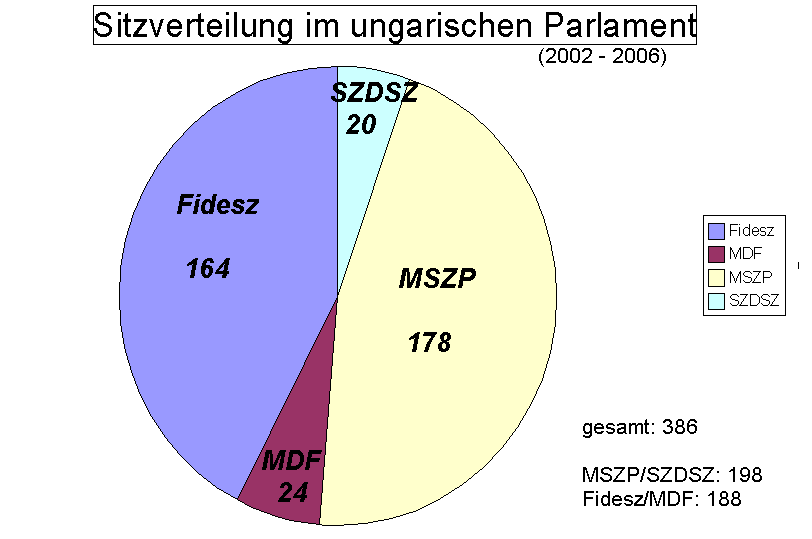
De zetelverdeling in het Hongaarse parlement na de verkiezingen van 2002

De Alliantie van Vrije Democraten (Hongaars: Szabad Demokraták Szövetsége, SzDSz) was een Hongaarse liberale partij. De SzDSz was lid van de Liberale Internationale en van de Partij van Europese Liberalen en Democraten (ELDR).
De SzDSz werd in 1988 opgericht als oppositiepartij. De SzDsZ streefde naar afschaffing van het machtsmonopolie van de communistische Hongaarse Socialistische Arbeiderspartij, democratie en de invoering van een vrije markteconomie. Bij de eerste ronde van de vrije verkiezingen op 25 maart 1990 behaalde partij ongeveer net zoveel stemmen als het centrumrechtse Hongaars Democratisch Forum (MDF), maar bij de tweede ronde op 8 april 1990 leed de partij een grote nederlaag en kwam het MDF als de grote winnaar uit de bus. De SzDSz behaalde 92 zetels in het parlement, het MDF 164 (het parlement telt 386 zetels). Lichtpuntje voor de SzDSz was dat Árpád Göncz, een voormalig dissident en prominent lid van de SzDSz in april 1990 door het parlement tot president van Hongarije werd gekozen.
In 1998 en in 2002 leed de SzDSz verkiezingsnederlagen. In 2002 behaalde partij 5,5% van de stemmen (20 zetels). Ondanks deze nederlagen maakt de SzDSz deel uit van de coalitieregering met de Hongaarse Socialistische Partij. Bij de Europese verkiezingen behaalde partij 7,7% van de stemmen, goed voor 2 afgevaardigden in het Europees Parlement.
In 2009 kwam de partij niet in het Europees Parlement en in 2010 verloor SZDSZ na 20 jaar ook haar positie in het Hongaars parlement na conflicten binnen de partij. Daarna stapten diverse prominenten uit de partij en kwam ze in financiële problemen. In oktober 2013 werd de partij opgeheven.
In 2014 werd als opvolger voor de partij de Hongaarse Liberale Partij opgericht met als leider Gábor Fodor. Deze partij deed mee aan de parlementsverkiezingen van 6 april 2014.

## Voorzitters van de SzDSz
| János Kis         | 1988-1991 |
| Péter Tölgyessy   | 1991-1992 |
| Iván Pető         | 1992-1996 |
| Gábor Kuncze (1×) | 1996-1998 |
| Bálint Magyar     | 1998-2000 |
| Gábor Demszky     | 2000-2001 |
| Gábor Kuncze (2×) | 2001-2007 |
| János Kóka        | 2007-2008 |
| Gábor Fodor       | 2008-2014 |

## Partijprominenten
- Árpád Göncz (1922), president van Hongarije 1990-2000
- Gábor Demszky (1952), burgemeester van Boedapest 1990-2010